# Туркестанский военный округ
Краснознамённый Туркестанский военный округ (ТуркВО) — формирование (военный округ) Русской императорской армии и Вооружённых Сил СССР на территории империи в Средней Азии и Союза в Туркменской ССР, Узбекской ССР, в период с 1867 по 1920 и с 1945 по 1992 год.
С 1989 года  и до конца существования к нему также относились территории Казахской ССР, Киргизской ССР и Таджикской ССР.

## История округа
Туркестанский военный округ создан во время военной реформы 1874 года, проводимой в Российской империи министром Д. А. Милютиным, когда вся территория империи была разделена на 14 военных округов.
Первым командующим войсками Туркестанского военного округа (1867—1882) был Константин Петрович фон Кауфман.
Командующий войсками округа одновременно занимал должности Туркестанского генерал-губернатора и войскового наказного атамана Семиреченского казачьего войска. 26 декабря 1897 Закаспийская и Семиреченская области перешли из ведения Военного министерства и МВД соответственно в Туркестанский военный округ и были подчинены главному надзору Туркестанского генерал-губернатора.

### Советское время
После прихода к власти в Москве большевиков, на территории Туркестана обосновались различные антисоветские силы, среди которых были как остатки белых сил, так и сторонники образования самостоятельных независимых государств (джадиды и кадимисты, партия Алаш, Шура-и-ислам, Шура-и-улема). Несмотря на это 30 апреля 1918 года была образована Туркестанская Автономная Республика в состав РСФСР. А 4 мая 1918 года на территории Закаспийской, Сырдарьинской, Семиреченской, Самаркандской и Ферганской областей Туркестанской Автономной Республики был заново сформирован Туркестанский военный округ.
9 июля 1918 года силы новообразованного военного округа были направленны на подавление противников советской власти в регионе, в частности против так называемого басмаческого движения. А в Ферганской области объявили военное положение. 
7 декабря 1918 года был создан оперативный штаб Ферганского фронта во главе с П. Д. Крутиковым.
В связи с активными боевыми действиями, ведущимися на территории округа, его функции 7 марта 1920 года были возложены на управление Туркеста́нского фронта, а округ фактически упразднён. Также как и ранее штаб округа штаб Туркестанского фронта находился в городе Ташкенте.
Приказом РВС СССР № 304 от 4 июня 1926 года Туркестанский фронт был переименован в Среднеазиатский военный округ, включивший территории Туркменской и Узбекской ССР, Киргизской и Таджикской АССР. В связи с изменениями административно-территориального деления республик и областей Средней Азии по состоянию на август 1940 года в состав округа входили Казахская, Киргизская, Таджикская, Туркменская, Узбекская ССР. Штаб округа находился в городе Ташкенте.
Повторно Туркестанский военный округ (ТуркВО) был создан 9 июля 1945 года при разделении Среднеазиатского военного округа (САВО) на Туркестанский и Степной (в 1946 году включён в ТуркВО) ВО. Командование округа располагалось в Ташкенте.
В 1968 году Туркестанский военный округ был награждён орденом Красного Знамени и стал называться Краснознамённый Туркестанский военный округ.
В советский период выходила окружная газета «Фрунзевец».
В первой половине 1960-х годов наиболее сильная группировка войск дислоцировалась на территории Туркменской ССР. В состав 1-го армейского корпуса, дислоцированного здесь (штаб в г. Ашхабад), входили одна танковая и одна мотострелковая дивизии. Кроме того, в Кушке дислоцировалась 5-я гвардейская мотострелковая дивизия.

### Повторное создание Среднеазиатского военного округа
В связи с обострением отношений между СССР и Китаем после ряда реорганизаций 24 июня 1969 года был повторно создан Среднеазиатский военный округ (САВО).
Таким образом на территории, ранее входившей в состав Туркестанского военного округа, было создано два округа:
- Краснознаменный Туркестанский военный округ со штабом в Ташкенте, включавший в свой состав территорию Узбекской ССР и Туркменской ССР.
- Среднеазиатский военный округ со штабом в Алма-Ате на части территорию Казахской ССР, Киргизской ССР и Таджикской ССР[6].

Частично военные силы САВО были созданы переподчинением соединений и воинских частей оказавшихся на территории нового военного округа.
Также часть соединений была передислоцирована из ТуркВО на территорию САВО. Подобными передислоцированными соединениями к примеру являются:
- 78-я танковая дивизия
- 80-я гвардейская учебная мотострелковая дивизия

Некоторые соединения были передислоцированы в САВО из западных военных округов:
- 68-я мотострелковая дивизия
- 155-я мотострелковая дивизия

### ТуркВО вАфганской войне

#### Вклад ТуркВО в развёртывание ОКСВА
В середине декабря 1979 года руководство СССР принимает решение о вводе ограниченного контингента войск в Афганистан. В связи с этим территория ТуркВО и южных районов САВО стали главными участками для подготовки и развёртывания соединений и воинских частей, которые готовились для ввода.
На территории обоих округов во второй половине декабря 1979 года были проведены следующие мероприятия:
- созданы многочисленные пункты по мобилизации приписного состава;
- в кратчайшие сроки были мобилизованы около 50 000 человек из числа военнослужащих запаса из населения среднеазиатских союзных республик и населения юга Казахской ССР;
- произведена мобилизация автомобильной техники из предприятий народного хозяйства для осуществления транспортных перевозок грузов для создаваемой войсковой группировки;
- на базе воинских частей создаются лагеря для развёртывания и боевого слаживания соединений и воинских частей прибывающих из других округов;
- до полного штата по военному времени, разворачиваются соединения и воинские части ТуркВО и САВО;
- на территории ТуркВО, в гарнизонах двух крупных приграничных с Афганистаном советских городов (Термез и Кушка), формируется 40-я общевойсковая армия, которая в будущем и составила костяк ОКСВА.

В Афганистан из состава ТуркВО были введены следующие соединения и воинские части сухопутных войск:
- 5-я гвардейская мотострелковая дивизия;
- 108-я мотострелковая дивизия;
- 56-я отдельная гвардейская десантно-штурмовая бригада;
- 345-й отдельный гвардейский парашютно-десантный полк;
- 28-й армейский артиллерийский полк;
- 15-я отдельная бригада специального назначения (введена в 1985 году).

#### Вклад ТуркВО в боевую деятельность ОКСВА
В плане боевого руководства, всеми видами снабжения, обеспечения ротации военнослужащих срочной службы а также по другим административно-хозяйственным вопросам, 40-я общевойсковая армия введённая в Афганистан целиком подчинялась штабу ТуркВО.
Начиная с 1982 года на территории ТуркВО формируются учебные соединения и воинские части, в которых военнослужащих срочной службы целенаправленно готовят для прохождения дальнейшей службы в составе 40-й общевойсковой армии в Афганистане. Данные учебные центры в среде военнослужащих именовались афганскими учебками.
На конец 1980-х гг. учебными соединениями и воинскими частями на территории ТуркВО являлись:
- 61-я учебная мотострелковая дивизия — 209-й окружной учебный центр (209 ОУЦ, в/ч 16716; Ашхабад):
  - Ашхабад:
    - 163-й учебный мотострелковый полк (в/ч 73701),
    - 173-й учебный мотострелковый полк (в/ч 81102),
    - 175-й учебный мотострелковый полк (в/ч 95866),
    - учебный артиллерийский полк (в/ч 10823),
    - учебный зенитный артиллерийский полк (в/ч 03553),
    - отдельный учебный ракетный дивизион (в/ч 75209),
    - учебный противотанковый дивизион,
    - 1382-й отдельный учебный разведывательный батальон (в/ч 54069),
    - отдельный учебный инженерно-сапёрный батальон (в/ч 74959),
    - отдельная учебная рота химической защиты,
    - отдельный учебный ремонтно-восстановительный батальон (в/ч 12605),
    - отдельный учебный автомобильный батальон (в/ч 22331),
    - отдел военной контрразведки КГБ СССР (ОВКР, в/ч 14779);

  - Теджен:
    - 232-й учебный танковый полк (в/ч 10858),
    - 811-й отдельный учебный батальон связи (в/ч 39735),
    - 98-й отдельный учебный медицинский батальон (в/ч 22330);
- 787-й отдельный учебный мотострелковый полк — 720-й учебный центр (в/ч 36691; Ченгельды).

### Расформирование округа
На начало 1990-х годов основная группировка советских войск в ТуркВО была дислоцирована на территории Туркменской ССР: две мотострелковые дивизии, окружной учебный центр (учебная МСД), пушечная артиллерийская бригада, реактивный артиллерийский полк, противотанковый артиллерийский полк, а также инженерно-саперная бригада и другие части. На вооружении войск, дислоцированных в Туркменской ССР, состояли: 530 танков (Т-72), 589 БМП (288 БМП-2, 250 БМП-1, 51 БРМ-1К), 543 БТР (199 БТР-70, 344 БТР-60), 16 САУ 2С3 «Акация» (кроме того, в числе орудий были 76 Д-1, 197 Д-30), а также 60 РСЗО БМ-21 «Град», 48 ПТП МТ-12, 22 зенитных орудия С-60, 28 ЗСУ-23-4 «Шилка», 42 миномёта ПМ-38 и другое вооружение.
На территории Узбекской ССР дислоцировались: мотострелковая дивизия, 1 отдельный парашютно-десантный полк, а также бригада спецназа, артиллерийская бригада и два отдельных артполка. На вооружении войск, дислоцированных в Узбекской ССР, состояли: 179 танков (Т-62), 97 БМП (БМП-1), 106 БТР (95 БТР-80, 11 БТР-70), 110 БМД-1, 70 БТР-Д, 34 САУ (18 2С1, 16 2СЗ), 54 САУ 2С9 «Нона», 54 орудия Д-30, а также 36 2А36, 54 Д-20, 36 Д-1, 15 ПТП МТ-12, 36 миномётов (18 ПМ-38, 18 2С12 «Сани»), 21 РСЗО БМ-21 «Град» и другое вооружение.
Кроме того, на конец 1991 года на территории бывшей Узбекской ССР было заскладировано порядка 2 тысяч танков, 1,2 тысячи боевых бронированных машин и 0,75 тысяч артсистем, выведенных из зоны сокращения вооружений по Договору ОВСЕ в 1989—1991 годах.
В 1989 году, в связи с упразднением Среднеазиатского ВО, его территория (Казахская ССР, Киргизская ССР и Таджикская ССР), а также дислоцированные там воинские формирования, перешли в подчинение «объединённого» КТуркВО.
Округ был расформирован 30 июня 1992 года, в связи с распадом Советского Союза. Войска округа были разделены между пятью новыми государствами Центральной Азии: Казахстаном, Кыргызстаном, Таджикистаном, Туркменистаном и Узбекистаном.

## Состав

### 1988 год
- Управление командующего, штаб и 372-й отдельный батальон охраны и обеспечения (г. Ташкент);
- 4-я гвардейская мотострелковая Сталинградская Краснознамённая, орденов Суворова и Кутузова дивизия (г. Термез);
- 114-я мотострелковая дивизия кадра (г. Самарканд);
- 133-я мотострелковая дивизия кадра (г. Термез);
- 151-я мотострелковая дивизия кадра (г. Карши);
- 209-я мотострелковая дивизия кадра (Азадбаш);
- 237-я дивизия охраны тыла кадра (г. Самарканд).
- 353-я гвардейская пушечная артиллерийская бригада (г. Каттакурган);
- 304-я артиллерийская бригада большой мощности (г. Кизыл-Арват);
- 135-я противотанковая артиллерийская бригада (г. Мары);
- 2-я зенитная ракетная бригада (г. Самарканд);
- 81-я бригада материального обеспечения (г. Ташкент);
- 56-я отдельная радиотехническая бригада ПВО (г. Чимкент);
- 148-я отдельная бригада связи (г. Ташкент);
- 152-я отдельная бригада связи кадра (г. Ташкент);
- 230-я инженерно-сапёрная бригада (г. Самарканд);
- 149-я отдельная радиотехническая бригада ОсНаз (г. Ташкент);
- 244-й отдельный полк связи тыла (г. Ташкент);
- 162-й отдельный транспортно-боевой вертолётный полк (г. Каган);
- 399-й отдельный боевой вертолётный полк (г. Чирчик);
- 94-й понтонно-мостовой полк (г. Фергана);
- 845-й отдельный ракетный дивизион (г. Каттакурган);
- 120-й отдельный ремонтно-восстановительный батальон спецмашин (г. Ташкент);
- 805-я отдельная рота спецназа (г. Фергана);
- 67-й узел связи (г. Ташкент);
- 209-й окружной учебный центр (г. Ашхабад);
- 787-й отдельный учебный мотострелковый полк — 720-й учебный центр (с. Ченгельды);

#### ОКСВА
- 40-я общевойсковая армия;
  - управление (г. Кабул);
  - части и соединения армейского подчинения;
  - 5-я гвардейская мотострелковая Зимовниковская Краснознамённая, ордена Кутузова дивизия имени 60-летия СССР (г. Герат);
  - 108-я мотострелковая Невельская дважды Краснознамённая дивизия (г. Баграм);
  - 201-я мотострелковая Гатчинская дважды Краснознамённая дивизия (г. Кундуз);
  - 103-я гвардейская воздушно-десантная ордена Ленина, Краснознамённая, ордена Кутузова дивизия имени 60-летия СССР (г. Баграм);
  - 34-й смешанный авиационный корпус (позднее «ВВС 40-й армии») (г. Кандагар, Шинданд, Баграм, Ханабад, Карши).
- части и соединения КГБ СССР;
- части и соединения Пограничных войск КГБ СССР;
- отряд специального назначения «Кобальт» МВД СССР.[12]

#### 36-й армейский корпус
- управление корпуса и отдельная рота охраны и обеспечения (г. Ашхабад);
- части и соединения корпусного подчинения (г. Ашхабад);
- 58-я мотострелковая Рославльская Краснознамённая дивизия (г. Кизыл-Арват, г. Небит-Даг, ст. Казанджик);
- 88-я мотострелковая дивизия формирования 1980 года (г. Кушка, ст. Чемен-Ибит, г. Иолотань);
- 154-я мотострелковая дивизия кадра (г. Ашхабад (Бикрова)).[13]

| Воздушное прикрытие осуществляла 12-я Краснознамённая армия ПВО. - 24-й корпус ПВО: - 179-й гвардейский истребительный авиационный полк; - 152-й истребительный авиационный полк; - 1-й гвардейский зенитный ракетный полк; - 148-й гвардейский зенитный ракетный полк; - 34-й зенитный ракетный полк; - 587-й зенитный ракетный полк; - 12-я радиотехническая бригада; - 43-я радиотехническая бригада; - 64-й радиотехнический полк. - 15-я дивизия ПВО (г. Самарканд): - 74-я зенитная ракетная бригада; - 81-я зенитная ракетная бригада; - 92-я зенитная ракетная бригада; - 840-й зенитный ракетный полк; - 42-я радиотехническая бригада; - 133-я радиотехническая бригада; | Авиационную поддержку округа осуществляла в 1988—1989 гг. 49-я воздушная армия: - 17-я истребительная авиационная дивизия: - 115-й гвардейский истребительный авиационный Оршанский орденов Кутузова и Александра Невского полк; - 905-й истребительный авиационный полк; - 34-я истребительно-бомбардировочная дивизия: - 136-й истребительно-бомбардировочный полк; - 156-й истребительно-бомбардировочный полк; - 217-й истребительно-бомбардировочный полк; - 87-й отдельный разведывательный авиационный полк; - 371-й отдельный разведывательный авиационный полк. |

## Командование войскТуркестанского военного округадо 1917 года

### Командующие войсками
- 14.07.1867 — 04.05.1882 — генерал-адъютант, генерал-лейтенант (с 01.01.1874 инженер-генерал) Константин Петрович фон Кауфман;
- 25.05.1882 — 01.02.1884 — генерал-лейтенант Михаил Григорьевич Черняев;
- 21.02.1884 — 28.10.1889 — генерал-адъютант, генерал-лейтенант Николай Оттонович фон Розенбах;
- 28.10.1889 — 17.03.1898 — генерал-лейтенант (с 17.03.1898 генерал от инфантерии), барон Александр Борисович Вревский;
- 28.03.1898 — 01.01.1901 — генерал от инфантерии Сергей Михайлович Духовский (Духовской);
- 23.01.1901 — 18.05.1904 — генерал от кавалерии Николай Александрович Иванов;
- 22.06.1904 — 24.11.1905 — генерал от кавалерии Николай Николаевич Тевяшёв;
- 28.11.1905 — 15.08.1906 — генерал-лейтенант Деан Иванович Субботич
- 15.12.1906 — 08.03.1908 — генерал от инфантерии Николай Иванович Гродеков;
- 02.05.1908 — 17.03.1909 — генерал от артиллерии Павел Иванович Мищенко;
- 17.03.1909 — 19.07.1914 — генерал-лейтенант (с 06.12.1910 генерал от кавалерии) Александр Васильевич Самсонов;
- 04.10.1914 — 07.1916 — временно командующий войсками округа генерал от инфантерии Фёдор Владимирович Мартсон;
- 07.1916 — врид, генерал от инфантерии Михаил Романович Ерофеев;
- 22.07.1916 — 28.02.1917 (формально до 05.07.1917) — генерал-адъютант, генерал от инфантерии Алексей Николаевич Куропаткин
- 03.1917 — полковник Леонтий Николаевич Черкес.

### Начальники штаба округа
- 14.07.1867 — 07.1871 — генерал-майор Виктор Дезидерьевич Дандевиль;
- 07.1871 — 01.1873 — полковник Адольф Иванович Мозель;
- 10.01.1873 — 05.1878 — генерал-майор (с 22.07.1873 в Свите Е. И. В.) Виталий Николаевич Троцкий;
- 05.1878 — 07.1882 — генерал-майор Адольф Иванович Мозель;
- 07.1882 — 04.1884 — генерал-майор Николай Дементьевич Новицкий;
- 04.1884 — 11.1892 — генерал-майор (с 30.08.1888 генерал-лейтенант) Николай Иосифович Разгонов;
- 07.1892 — 12.1892 — генерал-майор Павел Павлович Матвеев;
- 12.1892 — 06.1893 — генерал-майор Александр Николаевич Повало-Швейковский;
- 06.1893 — 06.1896 — генерал-майор Михаил Павлович Хорошхин
- 06.1896 — 08.1897 — генерал-майор Яков Дмитриевич Фёдоров;
- 08.1897 — 02.1899 — генерал-майор Николай Николаевич Белявский;
- 27.02.1899 — 14.11.1904 — генерал-майор (с 11.06.1901 генерал-лейтенант) Всеволод Викторович Сахаров;
- 15.11.1904 — 20.04.1906 — генерал-майор (с 17.04.1905 генерал-лейтенант) Михаил Дмитриевич Евреинов;
- 07.1906 — 05.1910 — генерал-лейтенант Гвидо Казимирович Рихтер;
- 06.1910 — 12.1913 — генерал-лейтенант Николай Сергеевич Глинский;
- 01.1914 — 10.1914 — генерал-майор Илья Зурабович Одишелидзе;
- 19.10.1914 — 11.08.1916 — и. д. генерал-лейтенант Дмитрий Николаевич Воронец;
- 11.08.1916 — 22.04.1917 — генерал-майор (с 02.04.1917 генерал-лейтенант) Николай Николаевич Сиверс;
- хх.хх.1917 — хх.11.1917 — подполковник Маккавеев, Венедикт Макарович

## Представители Временного правительства (апрель — ноябрь 1917)
Высшая исполнительная власть в Туркестане с апреля по октябрь 1917 года принадлежала председателю Туркестанского комитета Временного правительства по Управлению Туркестанским краем. Эти должности занимали:
- Николай Николаевич Щепкин — (7 апреля 1917 — 25 мая 1917).
- Владимир Петрович Наливкин — (6 июня 1917 — 14 сентября 1917).

Командующими войсками округа в это время были:
- генерал-лейтенант Андрей Иванович Кияшко (апрель — сентябрь 1917);
- Владимир Петрович Наливкин — (сентябрь 1917) — председатель Туркестанского комитета Временного правительства по Управлению Туркестанским краем (6 июня 1917 — 14 сентября 1917), в сентябре 1917 года во время сентябрьского кризиса власти в Ташкенте объявил себя командующим войсками округа;
- Павел Александрович Коровиченко — (25 сентября 1917 — 2 ноября 1917) — Генеральный комиссар Временного правительства по управлению Туркестанским краем и командующий войсками Туркестанского военного округа.

## Командование войскамиТуркестанского военного округав советский период

### Командующие войсками военного округа
- Иван Ефимович Петров — генерал армии (июль 1945 — июль 1952)
- Алексей Иванович Радзиевский — генерал-лейтенант (июль 1952 — апрель 1953)
- Александр Александрович Лучинский — генерал-полковник, с августа 1955 генерал армии (апрель 1953 — октябрь 1957)
- Иван Иванович Федюнинский — генерал армии (декабрь 1957 — декабрь 1965)
- Николай Григорьевич Лященко — генерал-полковник, с февраля 1968 генерал армии (декабрь 1965 — июнь 1969)
- Степан Ефимович Белоножко — генерал-полковник[14] (январь 1970 — декабрь 1978)
- Юрий Павлович Максимов — генерал-полковник, декабря 1982 генерал армии (январь 1979 — сентябрь 1984)[15]
- Николай Иванович Попов — генерал-полковник, с февраля 1988 года генерал армии (сентябрь 1984 — январь 1989)
- Иван Васильевич Фуженко — генерал-полковник (январь 1989 — декабрь 1991)
- Георгий Григорьевич Кондратьев — генерал-лейтенант, с 1992 генерал-полковник (декабрь 1991 — июнь 1992)

### Члены Военного Совета округа
- Уранов, Владимир Иванович — генерал-лейтенант (июль 1945 — февраль 1949)
- Мухин, Александр Васильевич — генерал-лейтенант (февраль 1949 — июль 1950)
- Желтов, Алексей Сергеевич — генерал-полковник (июль 1950 — январь 1951)
- Сусайков, Иван Захарович — генерал-полковник танковых войск (январь 1951 — январь 1957)
- Мальцев, Евдоким Егорович — генерал-майор, с февраля 1958 генерал-лейтенант (январь 1957 — июнь 1960)
- Дёмин, Никита Степанович — генерал-майор, с мая 1961 генерал-лейтенант (июнь 1960 — апрель 1966)
- Дебалюк, Александр Васильевич — генерал-майор (июнь 1966 — ноябрь 1970)
- Кочубеев, Афанасий Георгиевич — генерал-майор (ноябрь 1970 — июнь 1971)
- Щукин, Николай Осипович — генерал-лейтенант (июль 1971 — апрель 1977)
- Родин, Виктор Семёнович — генерал-лейтенант (апрель 1977 — март 1982)
- Моисеев, Николай Андреевич — генерал-лейтенант (март 1982 — август 1985)
- Стефановский, Геннадий Александрович — генерал-лейтенант (август 1985 — март 1988)
- Овчинников, Александр Иванович — генерал-лейтенант (март 1988 — июль 1989)
- Захаров, Александр Имаметдинович — генерал-лейтенант (июль 1989 — март 1991)

### Начальники штаба округа
- Липатов, Макарий Фёдорович — генерал-майор (июль 1945 — май 1946)
- Киносян, Степан Ильич — генерал-лейтенант (май 1946 — апрель 1949)
- Богданович, Виктор Францевич — генерал-майор, с мая 1949 генерал-лейтенант (апрель 1949 — август 1954)
- Коломинов, Александр Николаевич — генерал-лейтенант (август 1954 — июнь 1957)
- Зализюк, Пётр Иосифович — генерал-лейтенант (декабрь 1958 — сентябрь 1964)
- Лазебников, Николай Селиверстович — генерал-лейтенант (сентябрь 1964 — сентябрь 1969)
- Зварцев, Александр Михайлович — генерал-лейтенант (сентябрь 1969 — май 1971)
- Будаковский, Пётр Данилович — генерал-майор, с ноября 1973 генерал-лейтенант (май 1971 — август 1975)
- Михайлов, Владлен Михайлович — генерал-майор, с октября 1976 генерал-лейтенант (август 1975 — февраль 1979)
- Кривошеев, Григорий Федотович — генерал-лейтенант (март 1979 — июнь 1984)
- Гусев, Юрий Александрович — генерал-лейтенант (июнь 1984 — декабрь 1986)
- Денисов, Владимир Георгиевич — генерал-лейтенант (декабрь 1986 — январь 1989)
- Шпак, Георгий Иванович — генерал-лейтенант (1991 — июль 1992)

### Первые заместители командующего войсками округа
- Советников, Иван Герасимович — генерал-лейтенант (январь 1946—1950)
- Тертышный, Пётр Вакулович — генерал-лейтенант (май 1952 — сентябрь 1954)
- Черокманов, Филипп Михайлович — генерал-лейтенант (июль 1955 — август 1957)
- Лященко, Николай Григорьевич — генерал-лейтенант, с мая 1961 генерал-полковник (декабрь 1957 — ноябрь 1963)
- Бауков, Леонид Иванович — генерал-лейтенант (июль 1964 — август 1967)
- Белоножко, Степан Ефимович — генерал-лейтенант (1968 — январь 1970)
- Дудура, Иван Макарович — генерал-лейтенант (январь 1970 — июнь 1973)
- Юрий Павлович Максимов — генерал-майор, мая 1974 генерал-лейтенант (июнь 1973 — январь 1979, с перерывом в 1976—1978 гг.)
- Тухаринов, Юрий Владимирович — генерал-лейтенант, с 1981 генерал-полковник (сентябрь 1979 — ноябрь 1983)[d]
- Ермаков, Виктор Фёдорович — генерал-лейтенант (ноябрь 1983 — октябрь 1984)
- Шустко, Лев Сергеевич — генерал-лейтенант (1985 — сентябрь 1986)
- Воробьёв, Эдуард Аркадьевич — генерал-лейтенант (сентябрь 1986 — декабрь 1987)
- Кондратьев, Георгий Григорьевич — генерал-лейтенант (март 1989 — декабрь 1991)